# Maria Vittoria Ottoboni
Maria Vittoria Ottoboni (Roma, 29 novembre 1721 – Tremezzo, 14 gennaio 1790) è stata una nobile, scrittrice e attrice teatrale italiana.

## Biografia

### Infanzia

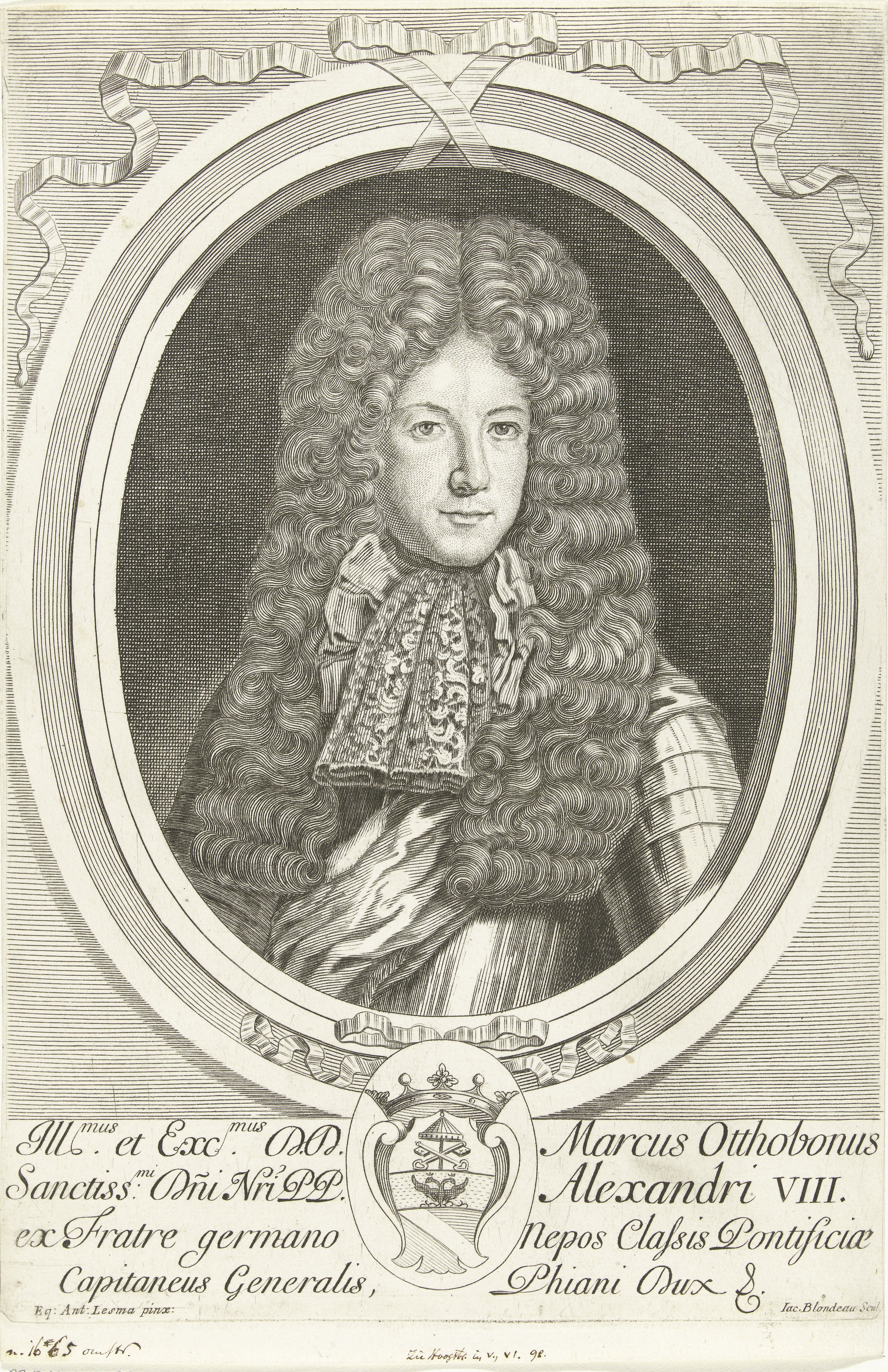
Il duca Marco Ottoboni, I duca di Fiano in una stampa d'epoca

Maria Vittoria Ottoboni nacque a Roma nel 1721, figlia di Marco Ottoboni, I duca di Fiano e di sua moglie, la nobildonna Giulia Boncompagni. Suo padre era nipote di papa Alessandro VIII a cui ella stessa dedicò una statua al Prato della Valle a Padova.

### Matrimonio

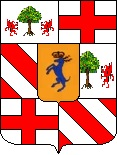
Stemma della famiglia Serbelloni

Maria Vittoria sposò a diciannove anni, il 6 aprile 1741, il duca milanese Gabrio Serbelloni, di trent'anni più anziano, dal quale, dopo i primi anni di matrimonio, vivrà perlopiù separata non abbandonando comunque né i figli né il tetto coniugale, ma anzi sfruttando la sfarzosa residenza del marito per intessere rapporti con i membri della società illuministica della Milano della metà del Settecento. 

### Illuminismo

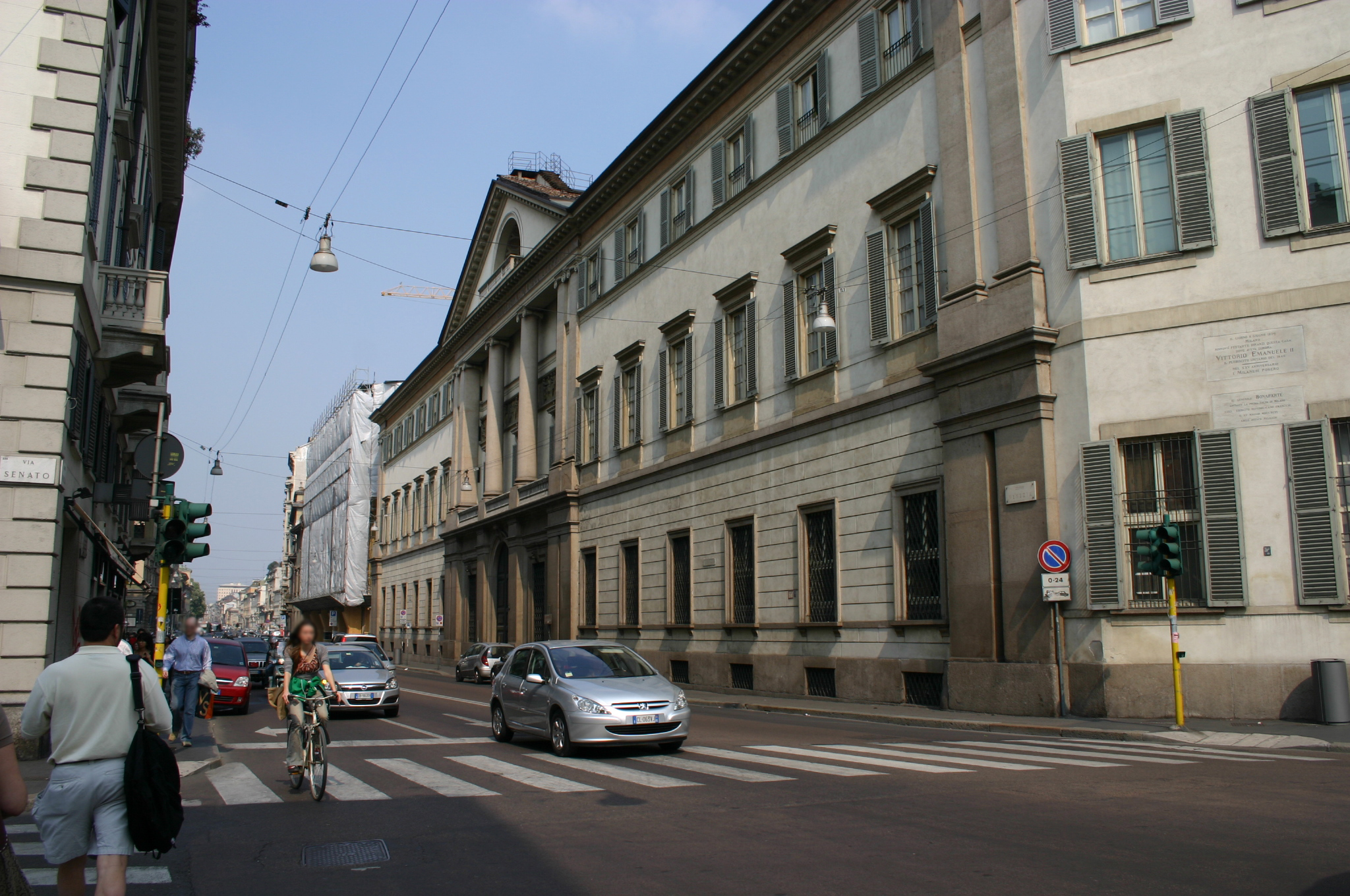
Palazzo Serbelloni a Milano (1793).

Presso Palazzo Serbelloni si riuniva infatti un esclusivo salotto di poeti, musicisti e scrittori di grande fama come ad esempio Pietro Verri che per qualche tempo fu anche suo amante. La storia tra i due fu particolarmente controversa e osteggiata soprattutto dalla famiglia Verri dove il padre di Pietro, senatore di Milano, desiderava che il figlio "dongiovanni" si dedicasse maggiormente allo studio delle leggi e si avviasse alla carriera amministrativa.

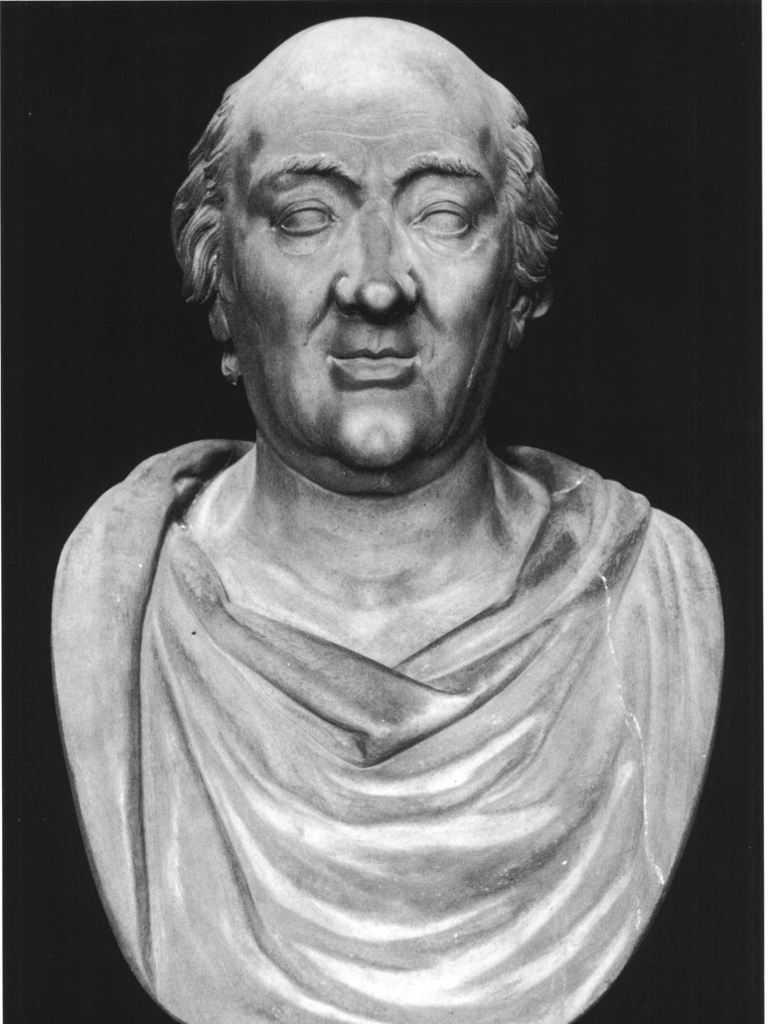
Busto di Carlo Goldoni, opera di Angelo Giordani precedente al 1847

Uno dei grandi meriti di Maria Vittoria Ottoboni fu la sua grande conoscenza della lingua francese e la sua notevole passione per quella letteratura per la quale fu la prima a introdurre i lavori morali e pedagogici di Philippe Néricault Destouches, pubblicandoli a Milano con delle prefazioni di Pietro Verri che utilizzò per l'occasione lo pseudonimo di Midonte Priamideo. Particolarmente amante del teatro, si dilettava lei stessa a prendere parte a opere da rappresentarsi nel suo teatro personale, lavori classici e nuovi composti per lei da Pietro Verri e spesso musicati da Giorgio Giulini (ad esempio L'Oracolo del Saint-Foix). Sempre nella casa dei Serbelloni, Maria Vittoria accolse e ospitò lo scrittore francese Charles de Brosses e il veneziano Carlo Goldoni il quale, per ripagarla della gentilezza usatagli, le dedicò la sua commedia dal titolo Sposa persiana. Patrocinò i lavori del librettista Giovanni De Gamerra che esaltò la sua figura nel poema eroico Corneide del 1773 e le dedicò I solitari. Maria Vittoria recitò inoltre al Palazzo ducale (al Teatro Regio Ducale, predecessore del Teatro alla Scala) sino alla sua distruzione nel 1776, poi si trasferì al teatro interinale Ca' di Can (attuale piazza Missori, non più esistente) e anche al Collegio dei Nobili.
Il suo salotto ebbe notevole fama anche dopo la sua chiusura a tal punto che lo scrittore scapigliato Giuseppe Rovani nel suo romanzo Cent'anni ne diede un ritratto d'immaginazione, ma probabilmente non così distante dalla realtà: 
(Cent'anni, cap. VII, Giuseppe Rovani)

### Rapporto con Giuseppe Parini

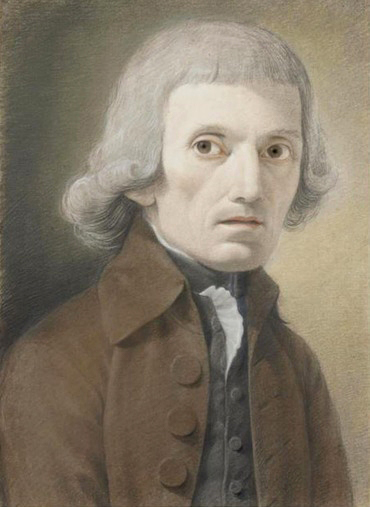
Giuseppe Parini in un pastello del 1793 di Giuseppe Mazzola

Per l'educazione dei suoi figli, e in particolare del primogenito Gian Galeazzo, Maria Vittoria Ottoboni decise nel 1753 di assumere un giovane abate che in quello stesso anno era stato ordinato sacerdote, ma che aveva spiccate doti di conoscenza letteraria: Giuseppe Parini. La Ottoboni patrocinò notevolmente il giovane Parini nelle sue scritture poetiche e lo invitò a risiedere direttamente a Palazzo Serbelloni.
L'idillio letterario tra i due, che fruttò al Parini anni di tranquillità per poter lavorare, si interruppe improvvisamente nel 1762 con un episodio che tragicamente contrappose i due per sempre: durante il soggiorno estivo nella villa che i Serbelloni possedevano a Gorgonzola, la figlia del compositore di famiglia Giovanni Battista Sammartini, giunto in loco al seguito della famiglia ducale, fece di tutto per accelerare il ritorno a Milano, giungendo persino ad alzare la voce in presenza della duchessa. Maria Vittoria reagì violentemente assestando uno schiaffo alla figlia del Sammartini. Saputa la notizia, il Parini, amico del padre, si offrì personalmente di accompagnarla a casa, scontrandosi quindi apertamente con la sua datrice di lavoro e decidendo così di abbandonare per sempre i Serbelloni. Francesco Reina, amico e biografo del Parini, scrisse in realtà che il precettore era ormai stanco della vita di casa Serbelloni che era ormai lontana dai suoi ideali poetici. Fu probabilmente da questo ambiente e da questi episodi che il Parini trarrà ispirazione per la composizione de Il giorno.

### Ultimi anni e morte
Con l'esaurirsi dell'esperienza del suo salotto e lo scoppio della Rivoluzione francese, Maria Vittoria si chiuse sempre più in sé stessa, iniziando ad accusare dei primi dolori.
Il suo medico le diagnosticò un tumore al seno e per questo, ormai rassegnata, decise di recarsi nella villa di Tremezzo, vicino a Como, dove si spense nel 1790.

## Discendenza
Maria Vittoria e il nobiluomo milanese Gabrio Serbelloni, III duca di San Gabrio ebbero i seguenti figli:
- Maria Ippolita (1742-1757);
- Gian Galeazzo (1744-1802), IV duca di San Gabrio, sposò Teresa Castelbarco Visconti Simonetta;
- Alessandro (1745-1826), V duca di San Gabrio, sposò Rosina von Sinzendorf;
- Fabrizio (1746-1800), sposò Maria Carolina de Magnis;
- Marco (1748-1835), sposò Matilda Bolognini Attendolo.

## Opere
- Il teatro comico del signor Destouches dell'Accademia Francese novellamente in nostra Favella trasportato, Milano, 1754-55
- Il curioso indiscreto, Venezia, 1773

## Ascendenza
|                                                                  |                                  |                                            | Genitori                            |  |  | Nonni |  |  | Bisnonni       |  |  | Trisnonni            |  |
|                                                                  |                                  |                                            |                                     |  |  |       |  |  | Marco Ottoboni |  |  | Marcantonio Ottoboni |  |
|                                                                  |                                  |                                            |                                     |  |  |       |  |  | Marco Ottoboni |  |  | Marcantonio Ottoboni |  |
|                                                                  |                                  | Dianora Basalu                             |                                     |  |  |       |  |  | Marco Ottoboni |  |  |                      |  |
| Agostino Ottoboni                                                |                                  |                                            |                                     |  |  |       |  |  | Marco Ottoboni |  |  |                      |  |
|                                                                  |                                  | Vittoria Tornielli                         | …                                   |  |  |       |  |  |                |  |  |                      |  |
|                                                                  |                                  | Vittoria Tornielli                         | …                                   |  |  |       |  |  |                |  |  |                      |  |
|                                                                  |                                  | Vittoria Tornielli                         | …                                   |  |  |       |  |  |                |  |  |                      |  |
| Marco Ottoboni, I duca di Fiano                                  |                                  | Vittoria Tornielli                         |                                     |  |  |       |  |  |                |  |  |                      |  |
|                                                                  |                                  | …                                          | …                                   |  |  |       |  |  |                |  |  |                      |  |
|                                                                  |                                  | …                                          | …                                   |  |  |       |  |  |                |  |  |                      |  |
|                                                                  |                                  | …                                          | …                                   |  |  |       |  |  |                |  |  |                      |  |
| Paolina Bernardo                                                 |                                  | …                                          |                                     |  |  |       |  |  |                |  |  |                      |  |
|                                                                  |                                  | …                                          | …                                   |  |  |       |  |  |                |  |  |                      |  |
|                                                                  |                                  | …                                          | …                                   |  |  |       |  |  |                |  |  |                      |  |
|                                                                  |                                  | …                                          | …                                   |  |  |       |  |  |                |  |  |                      |  |
| Maria Vittoria Ottoboni                                          |                                  | …                                          |                                     |  |  |       |  |  |                |  |  |                      |  |
|                                                                  | Ugo Boncompagni, IV duca di Sora | Gregorio Boncompagni, II duca di Sora      |                                     |  |  |       |  |  |                |  |  |                      |  |
|                                                                  | Ugo Boncompagni, IV duca di Sora | Gregorio Boncompagni, II duca di Sora      |                                     |  |  |       |  |  |                |  |  |                      |  |
|                                                                  | Ugo Boncompagni, IV duca di Sora | Eleonora Zapata                            |                                     |  |  |       |  |  |                |  |  |                      |  |
| Gregorio Boncompagni, V duca di Sora, II co-principe di Piombino | Ugo Boncompagni, IV duca di Sora |                                            |                                     |  |  |       |  |  |                |  |  |                      |  |
|                                                                  |                                  | Maria Ruffo                                | Francesco Ruffo, II duca di Bagnara |  |  |       |  |  |                |  |  |                      |  |
|                                                                  |                                  | Maria Ruffo                                | Francesco Ruffo, II duca di Bagnara |  |  |       |  |  |                |  |  |                      |  |
|                                                                  |                                  | Maria Ruffo                                | Guiomara Ruffo                      |  |  |       |  |  |                |  |  |                      |  |
| Giulia Boncompagni                                               |                                  | Maria Ruffo                                |                                     |  |  |       |  |  |                |  |  |                      |  |
|                                                                  |                                  | Niccolò I Ludovisi, I principe di Piombino | Orazio Ludovisi                     |  |  |       |  |  |                |  |  |                      |  |
|                                                                  |                                  | Niccolò I Ludovisi, I principe di Piombino | Orazio Ludovisi                     |  |  |       |  |  |                |  |  |                      |  |
|                                                                  |                                  | Niccolò I Ludovisi, I principe di Piombino | Lavinia Albergati                   |  |  |       |  |  |                |  |  |                      |  |
| Ippolita Ludovisi, II co-principessa di Piombino                 |                                  | Niccolò I Ludovisi, I principe di Piombino |                                     |  |  |       |  |  |                |  |  |                      |  |
|                                                                  |                                  | Costanza Pamphilj                          | Pamphilio Pamphilj                  |  |  |       |  |  |                |  |  |                      |  |
|                                                                  |                                  | Costanza Pamphilj                          | Pamphilio Pamphilj                  |  |  |       |  |  |                |  |  |                      |  |
|                                                                  |                                  | Costanza Pamphilj                          | Olimpia Maidalchini                 |  |  |       |  |  |                |  |  |                      |  |
|                                                                  |                                  | Costanza Pamphilj                          |                                     |  |  |       |  |  |                |  |  |                      |  |